# Droga I/11 (Czechy)
Droga I/11 (cz. Silnice I/11) – najdłuższa droga krajowa I kategorii w Czechach. Trasa zaczyna się od obwodnicy miejskiej Hradec Králové i biegnie równolegle do granicy z Polską przez Šumperk, Opawę, Ostrawę i Czeski Cieszyn do Jabłonkowa na Zaolziu. Na odcinku Cieszyn – Jabłonków (dawne przejście graniczne ze Słowacją) jest częścią ważnego szlaku drogowego E75. Arteria jest jednojezdniowa z wyjątkiem fragmentów w rejonie Opawy i Ostrawy. Na odcinku Červená Voda – Bukovice trasa biegnie wspólnym szlakiem z drogą nr 43, w rejonie miasta Šumperk z drogą nr 44, a w Opawie z drogą nr 57.